# (8125) Tyndare
(8125) Tyndare, désignation internationale (8125) Tyndareus, est un astéroïde troyen jovien.

## Description
(8125) Tyndare est un astéroïde troyen jovien, camp grec, c'est-à-dire situé au point de Lagrange L4 du système Soleil-Jupiter. Il présente une orbite caractérisée par un demi-grand axe de 5,177 UA, une excentricité de 0,046 et une inclinaison de 13,1° par rapport à l'écliptique.
Il est nommé en référence au personnage de la mythologie grecque Tyndare, acteur du conflit légendaire de la guerre de Troie.

## Compléments